# Žeravice
Žeravice är en ort i Tjeckien.   Den ligger i regionen Södra Mähren, i den östra delen av landet, 240 km sydost om huvudstaden Prag. Žeravice ligger 268 meter över havet och antalet invånare är 1 043.
Terrängen runt Žeravice är platt åt sydväst, men åt nordost är den kuperad. Terrängen runt Žeravice sluttar söderut. Runt Žeravice är det ganska tätbefolkat, med 111 invånare per kvadratkilometer. Närmaste större samhälle är Uherské Hradiště, 17,0 km öster om Žeravice. Trakten runt Žeravice består till största delen av jordbruksmark.